# Вовчок Дмитро Сергійович
Дмитро́ Сергі́йович Вовчо́к (1999—2022) — молодший сержант підрозділу 36 ОБрМП Військово-Морських Сил Збройних Сил України, учасник російсько-української війни, що загинув у ході російського вторгнення в Україну в 2022 році.

## Життєпис
Народився 12 травня 1999 року в селі Пересадівка Вітовського району на Миколаїщині.
Навчався у Вищому професійному училищі № 21 м. Миколаєва. Вперше відбув до зони проведення АТО у складі підрозділу ДУК ПС.
Молодший сержант, старший стрілець підрозділу 36 ОБрМП. На початку російського вторгнення в Україну перебував у складі підрозділу поблизу смт Сартана на Донеччині.
Загинув 31 березня 2022 року в боях з російськими окупантами під час оборони м. Маріуполя. За деякою інформацією, виходив на зв'язок до 13 березня включно. В подальшому родина військовослужбовця мала зв'язок лише з командиром 36 ОБрМП «Волиною», від якого до 29 березня отримували «+», що все добре. За попередньою інформацією Дмитро отримав поранення, його та інших поранених намагалися евакуювати на гвинтокрилі, але частину гвинтокрилів було збито (за словами його матері).

## Нагороди
- орден «За мужність» III ступеня (2022, посмертно) — за особисту мужність і самовіддані дії, виявлені у захисті державного суверенітету та територіальної цілісності України, вірність військовій присязі.